# 卡沙雷區
49°02′25″N 41°00′09″E / 49.04028°N 41.00250°E
卡沙雷區（俄語：Каша́рский райо́н）是俄羅斯的一個區，位於該國西南部，由羅斯托夫州負責管轄，面積3,112平方公里，2010年該區人口25,355，人口密度每平方公里8.15人。